# Schlingermyia venusta
Schlingermyia venusta är en tvåvingeart som beskrevs av Cortes 1967. Schlingermyia venusta ingår i släktet Schlingermyia och familjen parasitflugor. Inga underarter finns listade i Catalogue of Life.